# Caroline Fischer (Pianistin)

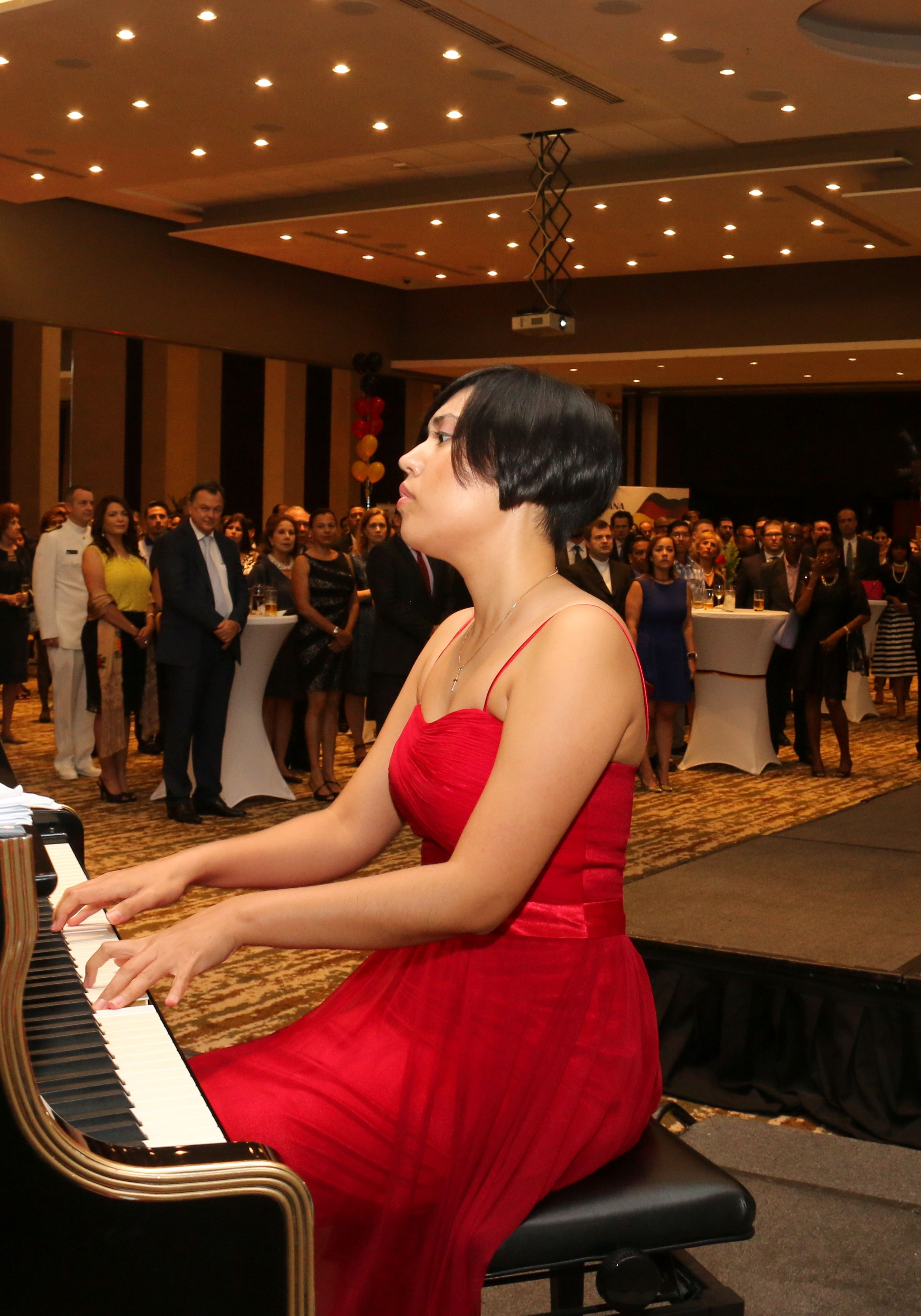
Caroline Fischer (2018)

Caroline Fischer (* 4. April 1984 in Berlin) ist eine deutsch-koreanische Pianistin.

## Werdegang

### Studium
Fischer erhielt ihren ersten Klavierunterricht im Alter von drei Jahren bei ihrer Mutter und wurde mit neun Jahren Jungstudentin am Julius-Stern-Institut der Universität der Künste Berlin. Im Jahr 2000 begann sie ihr Studium an der Hochschule für Musik „Hanns Eisler“ Berlin und wechselte 2004 an die Musikhochschule Mannheim zu Paul Dan und Georg Sava. Außerdem studierte sie in Genf, Oslo und Hamburg, zu ihren Lehrern zählten Pascal Devoyon, Ulrich Eisenlohr und Einar Steen-Nøkleberg. Sie erhielt zahlreiche Stipendien, zum Beispiel der Deutschen Stiftung Musikleben, der Konrad-Adenauer-Stiftung, der Akademie der Künste Berlin und Yehudi Menuhin Live Music Now. Sie absolvierte mehrere Diplom- und Master-Abschlüsse und Konzertexamen.

### Musikalische Laufbahn
Im Alter von 13 Jahren trat Fischer mehrfach im Schloss Bellevue auf. Anlässlich der Staatsbesuche des damaligen Bundespräsidenten Roman Herzog in Südkorea und der Mongolei (1998/1999) gestaltete sie das musikalische Rahmenprogramm. Auch spielte sie vor Helmut Kohl.
Fischer konzertierte in Europa, Asien, Südamerika und den USA, unter anderem im Kammermusiksaal der Berliner Philharmonie, der Weill Recital Hall der Carnegie Hall, Konzerthausorchester, Musikhalle Hamburg, Wiener Musikverein, Wiener Konzerthaus, Seoul Arts Center, Gumho Art Hall Seoul, Beijing Forbidden City Concert Hall, Shenzhen Concert Hall, Xinghai Concert Hall, Theater Wolfsburg, National Theatre Bangkok, Teatro Municipal de Las Condes Chile, sowie beim Beethoven-Festival Bangkok, und beim Korean Festival Seoul.
Als Solistin trat sie u. a. mit dem Rundfunk-Sinfonieorchester Berlin, den Berliner Symphonikern, dem Korean Chamber Ensemble, der Baden-Badener Philharmonie, dem Orquesta de Cámara de Valdivia, dem Neuen Sinfonieorchester Berlin und der Neuen Philharmonie Westfalen auf.
Fischer ist außerdem Präsidentin des Kulturclub Berlin e.V. sowie künstlerische Leiterin und Jury-Mitglied beim Rising Stars Grand Prix–International Music Competition Berlin, der im Kammermusiksaal der Berliner Philharmonie stattfindet.

### Lehrtätigkeit
Fischer lehrte von 2010 bis 2013 als Assistentin von Einar Steen-Nøkleberg an der Norwegischen Musikhochschule Oslo und war „visiting artist“ an der Chulalongkorn-Universität in Bangkok. Sie gibt außerdem international Meisterkurse.

## Preise (Auswahl)
- 1. Preis beim Bundeswettbewerb Jugend musiziert[5]
- Steinway Klavierspielwettbewerb Berlin[1]
- Classic Superstar Award, 2005[1]
- Vienna Grand Prize Virtuoso, 2015[9]
- American Protégé International Concerto Competition, 2016[8]
- On Stage International Classical Music Competition 2019, Kammermusikpreis (gemeinsam im Trio mit Michael Kaulartz und Hanno Pilz), 2019[23]
- Quebec Music Competition (Kategorie „Professional Ensemble“ gemeinsam im Trio mit Michael Kaulartz und Hanno Pilz), 2019[24]

## Diskografie
- Caroline Fischer Piano. Klavierwerke von F. Liszt, C. Debussy, F. Chopin, W. A. Mozart, D. Scarlatti und R. Schedrin (Genuin classics; 2006)
- Lisztomagia. Franz Liszt: Klavierwerke (Genuin classics; 2009)
- Pearls of Classical Music. Werke von Haydn, Beethoven, Weber, Chopin, Liszt, Saint-Saëns, Moszkowski und Lyapunov (Genuin classics; 2017)
- Piano Passion. Werke von Ludwig van Beethoven, Clara Schumann und Robert Schumann (Genuin classics; 2017)
- Magical Christmas Fantasies. Werke von Bach, Lange, Leonard, Svoboda, Mozart, Gounod, von Walden, Tschaikowsky, Helbig, Thiessen (Genuin classics; 2023)